# Mario Escobar (Radsportler)
Mario Escobar Gómez (* 14. Februar 1940) ist ein ehemaliger kolumbianischer Radrennfahrer.

## Sportliche Laufbahn
Escobar war Straßenradsportler und Bahnradsportler. Er war Teilnehmer der Olympischen Sommerspiele 1964 in Tokio. Im olympischen Straßenrennen schied er aus.
Bei den Zentralamerika- und Karibikspielen 1962 gewann er die Silbermedaille in der Mannschaftsverfolgung. 1961 gewann er die nationale Meisterschaft im Straßenrennen.